# Celso Posio
Celso Posio (Ostiano, 26 aprile 1931 – Cremona, 12 settembre 2016) è stato un calciatore italiano, di ruolo centrocampista.

## Caratteristiche tecniche
Mediano dal buon senso tattico, inizia la carriera come interno disimpegnandosi spesso, però, anche nel ruolo di libero.

## Carriera

### Club
Cresciuto nell'Ostiano e poi nel Brescia,  nelle cui file disputa 72 partite in Serie B segnando 9 reti, con le rondinelle fa il suo esordio in B il 18 marzo 1951 in Brescia-Spal (0-0). Nel 1954 passa al Napoli, voluto da Eraldo Monzeglio. Veste la maglia azzurra partenopea per 7 stagioni, collezionando 198 presenze in Serie A con 12 gol. L'esordio nella massima serie lo bagna a Torino il 31 ottobre 1954 in Juventus-Napoli (1-1).
Nell'estate del 1961, al termine della stagione che vede i campani retrocedere in Serie B, Posio si trasferisce al Messina, chiudendo la carriera con una presenza fra i cadetti.

### Nazionale
Vanta una presenza in Nazionale, in una gara valida per le qualificazioni ai Mondiali del 1958, persa contro il Portogallo per 3-0, il 26 maggio 1957 a Lisbona.
Conta inoltre una presenza nella nazionale Primavera (nell'amichevole disputata a Londra il 19 gennaio 1955, Inghilterra-Italia 5-1) e due nella nazionale B (la prima delle quali a Napoli il 22 aprile 1956, in una gara valida per la II Coppa Mediterraneo, vinta per 7-1 contro la nazionale maggiore della Grecia).

## Statistiche

### Cronologia presenze e reti in nazionale
| Cronologia completa delle presenze e delle reti in nazionale ― Italia | Cronologia completa delle presenze e delle reti in nazionale ― Italia | Cronologia completa delle presenze e delle reti in nazionale ― Italia | Cronologia completa delle presenze e delle reti in nazionale ― Italia | Cronologia completa delle presenze e delle reti in nazionale ― Italia | Cronologia completa delle presenze e delle reti in nazionale ― Italia | Cronologia completa delle presenze e delle reti in nazionale ― Italia | Cronologia completa delle presenze e delle reti in nazionale ― Italia |
| Data                                                                  | Città                                                                 | In casa                                                               | Risultato                                                             | Ospiti                                                                | Competizione                                                          | Reti                                                                  | Note                                                                  |
| --------------------------------------------------------------------- | --------------------------------------------------------------------- | --------------------------------------------------------------------- | --------------------------------------------------------------------- | --------------------------------------------------------------------- | --------------------------------------------------------------------- | --------------------------------------------------------------------- | --------------------------------------------------------------------- |
| 26-5-1957                                                             | Lisbona                                                               | Portogallo                                                            | 3 – 0                                                                 | Italia                                                                | Qual. Mondiali 1958                                                   | -                                                                     |                                                                       |
| Totale                                                                |                                                                       | Presenze                                                              | 1                                                                     |                                                                       | Reti                                                                  | 0                                                                     |                                                                       |